# خامية
الخَاميَّة أو الفجاجية (بالفرنسية: Crudités) مقبلات فرنسية تتكون من شرائح أو خضروات نيئة كاملة  والتي تُغسل عادة في صلصة الخل أو غيرها من الصلصات. من هذه الخضروات الكَرَفس وأعواد الكرفس والجزر والخيار وشرائح الفلفل الحلو ، القنبيط الأخضر والقنبيط والشمر ، والذرة الصغيرة والهليون.